# Lila Zali
Lila Zali Levienne, nacida Elisaveta Borisova Zalipskaya, (22 de julio de 1918-4 de enero de 2003) fue una primera bailarina y directora de ballet estadounidense. Fundó el Ballet Pacifica en el condado de Orange, California, donde se desempeñó como coreógrafa y directora artística de 1962 a 1988.

## Infancia
Nació en Tiflis, Georgia, hija de un tenor de ópera. En 1922, cuando era una niña pequeña, Zali y su familia emigraron de Rusia a Washington D. C. en los EE. UU. después de la Revolución rusa de 1917.

## Carrera
Después de graduarse de la Escuela del American Ballet en 1938, se convirtió en solista menor de la compañía de ballet de Mikhail Mordkin (ahora el American Ballet Theatre). Luego bailó para los Ballets Rusos del Coronel de Basil, pero se fue cuando su madre le negó el permiso para realizar una gira con la compañía en América del Sur. Durante el verano de 1944, actuó regularmente en el programa de televisión CBS Balleretta. También apareció en Colgate Comedy Hour. En 1945, se mudó a Hollywood, donde apareció en películas como Candilejas, Anything Goes y La bella de Moscú; y fue la doble de baile de Leslie Caron en Gigi, Gaby y Un americano en París. Zali también continuó con las representaciones teatrales, bailando como primera bailarina para el Los Angeles City Ballet y el Coronet Ballet.
Se desempeñó como maestra en los estudios de baile de Los Ángeles de Adolph Bolm y luego de Michel Panaieff, donde una de sus alumnas era la joven Cynthia Gregory.
Después de mudarse en 1962 a Laguna Beach, California,  estableció la compañía de danza Laguna Beach Civic Ballet (más tarde rebautizada como Ballet Pacifica). Se desempeñó, sin salario, como su directora y coreógrafa hasta 1988. Después de elegir un sucesor, continuó como asesora artística de la compañía e impartió clases hasta su muerte a la edad de 84 años.
Fue miembro de la junta directiva de Regional Dance America (anteriormente, la Asociación Nacional de Ballet Regional) y se desempeñó como presidenta (1994–1996).

## Vida privada
En 1945, se casó con el violonchelista Nicholas "Kolia" Levienne, quien fundó la Sociedad de Música de Cámara de Laguna Beach. Zali murió por causas naturales en Laguna Beach, California en 2003. Está enterrada en Pacific View Memorial Park en Corona del Mar.

## Filmografía
| Año  | Título                | Role                | notas                                       |
| ---- | --------------------- | ------------------- | ------------------------------------------- |
| 1951 | Un americano en París | Bailarina de ballet | sin acreditar                               |
| 1955 | The Prodigal          | Mono                | Sin acreditar, (papel final de la película) |